# Halvor Asphol
Halvor Asphol (Hall in Tirol, 15 giugno 1961) è un ex saltatore con gli sci norvegese.

## Biografia
In Coppa del Mondo esordì il 9 febbraio 1980 a Saint-Nizier (11°) e ottenne l'unico podio il 6 gennaio 1982 a Bischofshofen (2°).
In carriera prese parte a un'edizione dei Mondiali di volo, Oberstdorf 1981 (6° nell'individuale).

## Palmarès

### Coppa del Mondo
- Miglior piazzamento in classifica generale: 28º nel 1982
- 1 podio (individuale):
  - 1 secondo posto

#### Torneo dei quattro trampolini
- 1 podio di tappa[1]:
  - 1 secondo posto